# Grb Sjeverne Koreje
Grb Sjeverne Koreje predstavlja hidroelektranu ispod planine Baekdu iznad koje se nalazi crvena zvijezda petokraka. Oko grba se nalaze strukovi riže, a ispod traka s natpisom "Demokratska Narodna Republika Koreja". 

## Također pogledajte
- Zastava Sjeverne Koreje